# Chrismopteryx
Chrismopteryx là một chi bướm đêm thuộc họ Geometridae.